# Microtuban
Microtuban is een geslacht van uitgestorven pterosauriërs, behorend tot de groep van de Pterodactyloidea, dat tijdens het Laat-Krijt leefde in het gebied van het huidige Libanon. De enige benoemde soort is Microtuban altivolans.

## Naamgeving en vondst
De soort is in 2011 benoemd en beschreven door Ross Elgin en Eberhard Frey. De geslachtsnaam is afgeleid van het Oudgriekse μικρός, mikros, 'klein', en het Arabisch التنين, tuban, 'draak' of basilisk en ook de aanduiding van Thuban, de oude Poolster uit de constellatie Draak. De naam is een verwijzing naar de kleine omvang en herkomst uit een Arabisch land. De soortaanduiding betekent 'hoogvliegend', afgeleid uit het Latijnse altus, 'hoog', en volare, 'vliegen'.
Het holotype SMNK PAL 6595 is door het Staatliches Museum für Naturkunde Karlsruhe aangekocht uit de commerciële fossielenhandel. Het is gezien de aard van het gesteente afkomstig uit de Lagerstätte van Hjoûla of Hadjoula ten noorden van Beiroet, maar de handelaar meende dat het nabijgelegen Hâqel de oorsprong is. Op beide locaties bevinden zich groeven die uitsluitend worden geëxploiteerd om de fossielen te delven die van een uitzonderlijke kwaliteit zijn. Het betreft mariene afzettingen die beroemd zijn om hun vissenfossielen. Het is de eerste keer dat een pterosauriërfossiel uit de groeve opduikt en pas de tweede pterosauriërvondst uit Libanon als geheel. Indertijd lag de locatie honderden kilometers uit de kust van Afrika. Dit duidt op een levenswijze als viseter en maakt ook dat de beschrijvers naar het dier verwijzen als een zeldzame Afrikaanse soort, hoewel Libanon tegenwoordig in Azië ligt. De lagen behoren tot de Sannineformatie die dateert uit het vroege Cenomanien, ongeveer 99 miljoen jaar oud. Het holotype bestaat uit een grotendeels in verband liggend skelet zonder schedel, bewaard en samengedrukt op een enkele plaat. Veel van de beenderen zijn gebroken maar niet verspreid. Dit is verklaard als het gevolg van een botsing of beet, hetzij in de lucht bij het levende dier, hetzij na de dood tijdens het zinken naar de zeebodem. Het omvat de achterste halswervels en de voorste ruggenwervels, de schoudergordel, een linkervleugel en fragmenten van de achterste ledematen. Het gaat om een onvolwassen individu.

## Beschrijving

### Algemene en speciale bouw
Microtuban moet een vrij kleine soort zijn geweest. Het exemplaar heeft een vleugelspanwijdte van zo'n honderdtien centimeter. Hoe groot het zou zijn geworden als het de volwassen leeftijd bereikt had, is onduidelijk.
De beschrijvers wisten twee onderscheidende kenmerken vast te stellen. Het tweede kootje van de vierde vinger is lang met 85% van de lengte van het eerste kootje. Het vierde, en laatste, kootje van de vierde vinger, de punt van de vleugel, is extreem kort en maakt maar 1,1% van de vleugelvingerlengte uit.

### Skelet
Van de nek zijn alleen de laatste vier halswervels bekend, zesde tot en met negende, en daarvan zijn slechts de zevende en achtste in hun geheel aanwezig. Van de zevende wervel steken de voorste gewrichtsuitsteeksels schuin naar voren uit onder en hoek van 45°. De halswervels dragen lange nekribben met dubbele koppen. Alleen de voorste twee ruggenwervels zijn bekend. Dat de tweede los aanwezig is, betekent dat er zich geen notarium gevormd had, een vergroeiing van de tweede en meerdere opvolgende wervels. Dit kan een gevolg zijn van de jonge leeftijd van het dier maar ook een soortkenmerk.
In de schoudergordel zijn aan beiden zijden het schouderblad en het ravenbeksbeen onvergroeid. Dit is een sterke aanwijzing dat het om een jong dier gaat. Het blad van het schouderblad  maakt met het onderste hoofdlichaam een hoek van 145°. Het is vrij recht en vijf maal zo lang als breed. Het uiteinde is afgerond. Het blad maakt een hoek van 45° met de ruggengraat. Het ravenbeksbeen buigt ten opzichte van het schouderblad 50° naar het midden. De schacht van het ravenbeksbeen steekt ten opzichte van het hoofdlichaam 80° naar achteren. Het schouderblad is ongeveer 30% langer dan het ravenbeksbeen.
Het opperarmbeen is ongeveer zeven centimeter lang. De deltopectorale kam is goed ontwikkeld en steekt trapeziumvormig een eind haaks van de schacht uit met een afgerond uiteinde. De onderarm is zo'n negen centimeter lang waarbij het spaakbeen 70% van de dikte heeft van de ellepijp, het onderste syncarpale. De samengroeiing van de onderste handwortelbeentjes, toont drie gaatjes die geïnterpreteerd zijn als pneumatische openingen waardoorheen uitlopers van de luchtzakken het bot konden binnendringen. Het pteroïde dat een membraan tussen pols en nek ondersteunde is lang en dun maar de exacte lengte is niet vast te stellen. De middenhand is vrij lang waarbij het vierde middenhandsbeen een lengte heeft van 122 millimeter. De eerste drie vingers zijn kort, met en lengte van enkele centimeters inclusief de elf millimeter lange vrij gekromde handklauwen. De vier kootjes van de, vierde, vleugelvinger hebben een lengte van respectievelijk 135, 114,5, 63,5 en 3,5 millimeter. Een richel onder het bovenste gewricht heeft achteraan een pneumatisch foramen. Het laatste vingerkootje, het vierde, is bovenaan even dik als het derde maar vernauwt zeer snel tut een wormvormig stompje met een rond uiteinde. Verschillende andere pterosauriërs, zoals Nyctosaurus, hebben het vierde kootje geheel verloren maar dit is de eerste soort waar het in zo'n rudimentaire vorm is aangetroffen.
De achterste ledematen zijn slechts fragmentarisch bewaard gebleven, voornamelijk in de vorm van de gebroken dijbeenderen. Hoewel een exacte lengtemeting onmogelijk is, lijken die vrij lang geweest te zijn en ook tamelijk robuust. Aan een gevonden stuk van het bovenste rechterdijbeen is te zien dat de nek van de dijbeenkop een hoek van 41° maakt met de schacht. De trochanter major, een uitloper van het bot tegenover de dijbeenkop, vormt een opvallende structuur die aan de voorzijde driehoekig uitsteekt en achteraan een bol profiel heeft. Vooraan is aan de basis van deze trochanter een gat in de botwand te zien dat door de beschrijvers als een pneumatisch foramen geïnterpreteerd is.

## Fylogenie
Microtuban werd door de beschrijvers in de Azhdarchoidea geplaatst. Een exacte kladistische analyse werd niet uitgevoerd maar de vergelijkende methode toegepast. De plaatsing was dan op grond van enkele overeenkomende kenmerken zoals de robuuste achterpoten. Een probleem hierbij is dat de azhdarchoïden juist een kort tweede kootje van de vleugelvinger hebben. Wat betreft de vraag tot welke deelgroep de soort behoorde, sloten de beschrijvers een plaatsing in de Tapejaridae en Azhdarchidae uit; de dan nog als mogelijkheid overblijvende Thalassodromidae en Chaoyangopteridae onderscheiden zich echter voornamelijk op basis van schedelkenmerken zodat een nadere bepaling door het ontbreken van de schedel bij Microtuban onmogelijk wordt. Als de determinering correct is, is Microtuban een van de jongste bekende pterosauriërs buiten de groep van de Azhdarchidae.
In 2018 had een analyse de volgende uitkomst.
|  | Dsungaripteridae |
|  |                  |
|  | Thalassodromidae |
|  |                  |

|  | Shenzhoupterus                                                 |
|  |                                                                |
|  | \| \| Chaoyangopterus \| \| \| \| \| \| Jidapterus \| \| \| \| |
|  |                                                                |
|  | Chaoyangopterus                                                |
|  |                                                                |
|  | Jidapterus                                                     |
|  |                                                                |

|  | Chaoyangopterus |
|  |                 |
|  | Jidapterus      |
|  |                 |

|  | Shenzhoupterus                                                 |
|  |                                                                |
|  | \| \| Chaoyangopterus \| \| \| \| \| \| Jidapterus \| \| \| \| |
|  |                                                                |
|  | Chaoyangopterus                                                |
|  |                                                                |
|  | Jidapterus                                                     |
|  |                                                                |

|  | Chaoyangopterus |
|  |                 |
|  | Jidapterus      |
|  |                 |

|  | Eoazhdarcho                                                    |
|  |                                                                |
|  | \| \| Radiodactylus \| \| \| \| \| \| Azhdarchidae \| \| \| \| |
|  |                                                                |
|  | Radiodactylus                                                  |
|  |                                                                |
|  | Azhdarchidae                                                   |
|  |                                                                |

|  | Radiodactylus |
|  |               |
|  | Azhdarchidae  |
|  |               |

|  | Shenzhoupterus                                                 |
|  |                                                                |
|  | \| \| Chaoyangopterus \| \| \| \| \| \| Jidapterus \| \| \| \| |
|  |                                                                |
|  | Chaoyangopterus                                                |
|  |                                                                |
|  | Jidapterus                                                     |
|  |                                                                |

|  | Chaoyangopterus |
|  |                 |
|  | Jidapterus      |
|  |                 |

|  | Shenzhoupterus                                                 |
|  |                                                                |
|  | \| \| Chaoyangopterus \| \| \| \| \| \| Jidapterus \| \| \| \| |
|  |                                                                |
|  | Chaoyangopterus                                                |
|  |                                                                |
|  | Jidapterus                                                     |
|  |                                                                |

|  | Chaoyangopterus |
|  |                 |
|  | Jidapterus      |
|  |                 |

|  | Eoazhdarcho                                                    |
|  |                                                                |
|  | \| \| Radiodactylus \| \| \| \| \| \| Azhdarchidae \| \| \| \| |
|  |                                                                |
|  | Radiodactylus                                                  |
|  |                                                                |
|  | Azhdarchidae                                                   |
|  |                                                                |

|  | Radiodactylus |
|  |               |
|  | Azhdarchidae  |
|  |               |

|  | Dsungaripteridae |
|  |                  |
|  | Thalassodromidae |
|  |                  |

|  | Shenzhoupterus                                                 |
|  |                                                                |
|  | \| \| Chaoyangopterus \| \| \| \| \| \| Jidapterus \| \| \| \| |
|  |                                                                |
|  | Chaoyangopterus                                                |
|  |                                                                |
|  | Jidapterus                                                     |
|  |                                                                |

|  | Chaoyangopterus |
|  |                 |
|  | Jidapterus      |
|  |                 |

|  | Shenzhoupterus                                                 |
|  |                                                                |
|  | \| \| Chaoyangopterus \| \| \| \| \| \| Jidapterus \| \| \| \| |
|  |                                                                |
|  | Chaoyangopterus                                                |
|  |                                                                |
|  | Jidapterus                                                     |
|  |                                                                |

|  | Chaoyangopterus |
|  |                 |
|  | Jidapterus      |
|  |                 |

|  | Eoazhdarcho                                                    |
|  |                                                                |
|  | \| \| Radiodactylus \| \| \| \| \| \| Azhdarchidae \| \| \| \| |
|  |                                                                |
|  | Radiodactylus                                                  |
|  |                                                                |
|  | Azhdarchidae                                                   |
|  |                                                                |

|  | Radiodactylus |
|  |               |
|  | Azhdarchidae  |
|  |               |

|  | Shenzhoupterus                                                 |
|  |                                                                |
|  | \| \| Chaoyangopterus \| \| \| \| \| \| Jidapterus \| \| \| \| |
|  |                                                                |
|  | Chaoyangopterus                                                |
|  |                                                                |
|  | Jidapterus                                                     |
|  |                                                                |

|  | Chaoyangopterus |
|  |                 |
|  | Jidapterus      |
|  |                 |

|  | Shenzhoupterus                                                 |
|  |                                                                |
|  | \| \| Chaoyangopterus \| \| \| \| \| \| Jidapterus \| \| \| \| |
|  |                                                                |
|  | Chaoyangopterus                                                |
|  |                                                                |
|  | Jidapterus                                                     |
|  |                                                                |

|  | Chaoyangopterus |
|  |                 |
|  | Jidapterus      |
|  |                 |

|  | Eoazhdarcho                                                    |
|  |                                                                |
|  | \| \| Radiodactylus \| \| \| \| \| \| Azhdarchidae \| \| \| \| |
|  |                                                                |
|  | Radiodactylus                                                  |
|  |                                                                |
|  | Azhdarchidae                                                   |
|  |                                                                |

|  | Radiodactylus |
|  |               |
|  | Azhdarchidae  |
|  |               |